# Ерік Штольц
Ерік Штольц (англ. Eric Stoltz; 30 вересня 1961) — американський актор.

## Біографія
Ерік Штольц народився 30 вересня 1961 року в місті Уіттьер, штат Каліфорнія. Батьки Джек та Евелін — вчителі, сестра Кетрін стала оперною співачкою. Коли Еріку було три роки сім'я переїхала в Американське Самоа. У вісім років вони переїхали в Санта-Барбару, де він відвідував середню школу Сан-Маркос. Вивчав театральне мистецтво в Університеті Південної Каліфорнії.

## Кар'єра
Ерік почав зніматися на телебаченні в кінці 1970-х. У 1982 році зіграв роль у фільмі «Безтурботні часи в «Ріджмонт Хай»». За роль у фільмі «Маска» (1985), був номінований на «Золотий глобус» як найкращий актор другого плану. П'ять тижнів знімався у фільмі «Назад у майбутнє» (1985) в ролі Марті Макфлая, але режисер Роберт Земекіс замінив його на Майкла Джей Фокса. Також знімався у таких фільмах, як «Муха 2» (1989), «Кримінальне чтиво» (1994), «Пророцтво» (1995), «Джеррі Магвайр» (1996).

## Особисте життя
Ерік Штольц мав відносити з акторками: Еллі Шіді (1980-83), Дженніфер Джейсон Лі (1985-89), Бріджит Фонда (1990-98).

## Фільмографія
| Рік  |   | Українська назва     | Оригінальна назва                          | Роль                 |
| ---- | - | -------------------- | ------------------------------------------ | -------------------- |
| 1982 | ф |                      | Fast Times at Ridgemont High               | Бад                  |
| 1984 | ф |                      | Surf II                                    | Чак                  |
| 1984 | ф |                      | The Wild Life                              | Білл Конрад          |
| 1985 | ф | Нові діти            | The New Kids                               | Марк                 |
| 1985 | ф | Маска                | Mask                                       | Роккі Денніс         |
| 1985 | ф | Кодове ім'я: Смарагд | Code Name: Emerald                         | лейтенант Енді Вілер |
| 1987 | ф |                      | Some Kind of Wonderful                     | Кіт Нельсон          |
| 1989 | ф | Муха 2               | The Fly II                                 | Мартін               |
| 1992 | ф | Одинаки              | Singles                                    | мім                  |
| 1994 | ф | Кримінальне чтиво    | Pulp Fiction                               | Ленс                 |
| 1994 | ф | Маленькі жінки       | Little Women                               | Джон Букі            |
| 1995 | ф | Роб Рой              | Rob Roy                                    | Алан Макдональд      |
| 1995 | ф | Пророцтво            | The Prophecy                               | Саймон               |
| 1995 | ф | Везунчик             | Fluke                                      | Джефф Ньюман         |
| 1996 | ф | Джеррі Магвайр       | Jerry Maguire                              | Ітан Волнір          |
| 1998 | ф | Вбивця ворон         | A Murder of Crows                          | Турман Паркс ІІІ     |
| 2002 | ф |                      | The Rules of Attraction                    | містер Лоусон        |
| 2003 | ф |                      | Happy Hour                                 | Левін                |
| 2003 | ф |                      | When Zachary Beaver Came to Town           | Отто                 |
| 2004 | ф | Ефект метелика       | The Butterfly Effect                       | Джордж Міллер        |
| 2005 | ф | Медовий місяць       | The Honeymooners                           | Вільям Девіс         |
| 2011 | ф |                      | Fort McCoy                                 | Френк Стірн          |
| 2014 | ф |                      | 5 to 7                                     | Галасі               |
| 2015 | ф |                      | Larry Gaye: Renegade Male Flight Attendant | Рас Петерсон         |
| 2018 | ф |                      | Her Smell                                  | Говард               |